# Jan Baptist Lambrechts

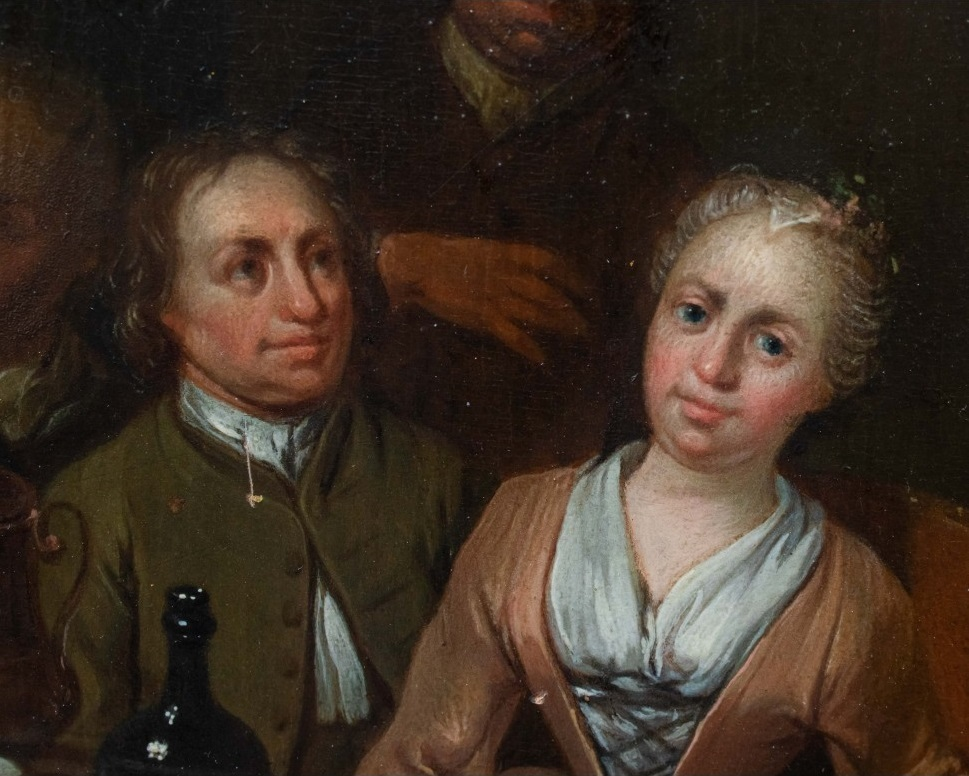
Interieurscènes, detail

Jan Baptist Lambrechts (Antwerpen, 28 februari 1680 – ??, na 1731) was een Brabants kunstschilder van genretaferelen.

## Leven
Lambrechts werd geboren in 1680 in Antwerpen. Zijn vader was Jacob Lambrechts, zijn moeder Anna Deckers. Zijn ouders stierven toen hij jong was. Zijn stiefbroer Jeroom Lambrechts leerde hem schilderen. Hij reisde in 1703 naar Lille en bracht de volgende jaren door met reizen.
In 1709 werd hij meester van de plaatselijke Sint-Lucasgilde in Antwerpen. Hij verliet Antwerpen in 1731. Lambrechts stierf kort daarna.

## Werk
Lambrechts was een schilder van genretaferelen. Hij schilderde liever tavernetaferelen.
Hij schilderde vaak koks, dienstmeisjes, groenteverkopers, dansende boeren en drinkers. Hij produceerde ook een singerie (Een kat beoordeeld door apen).
Hij werd zeer gewaardeerd om zijn fijne penseelvoering en gedetailleerde composities. Hij was bedreven in het maken van fijne stoffen.
Voorbeelden van zijn artistieke productie zijn te vinden in de Uffizi in Florence en de Hermitage in Sint-Petersburg.

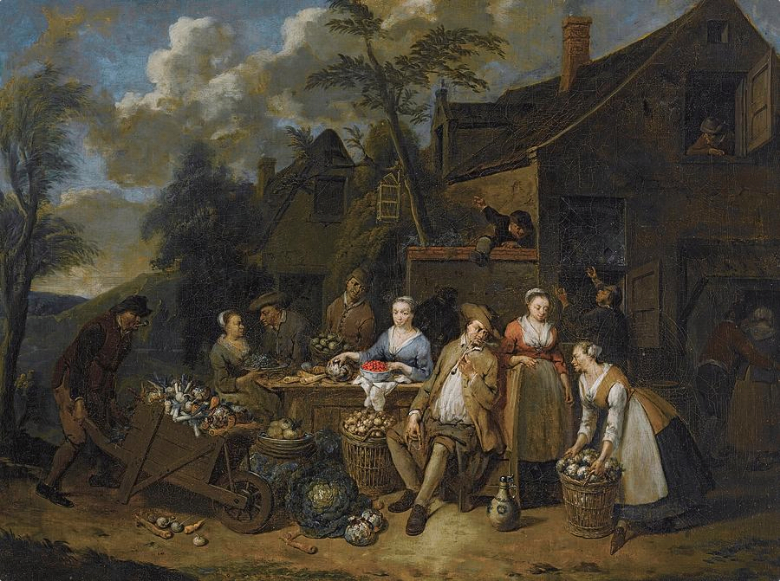
Een elegant bedrijf in een landschap tussen verschillende soorten fruit, privécollectie
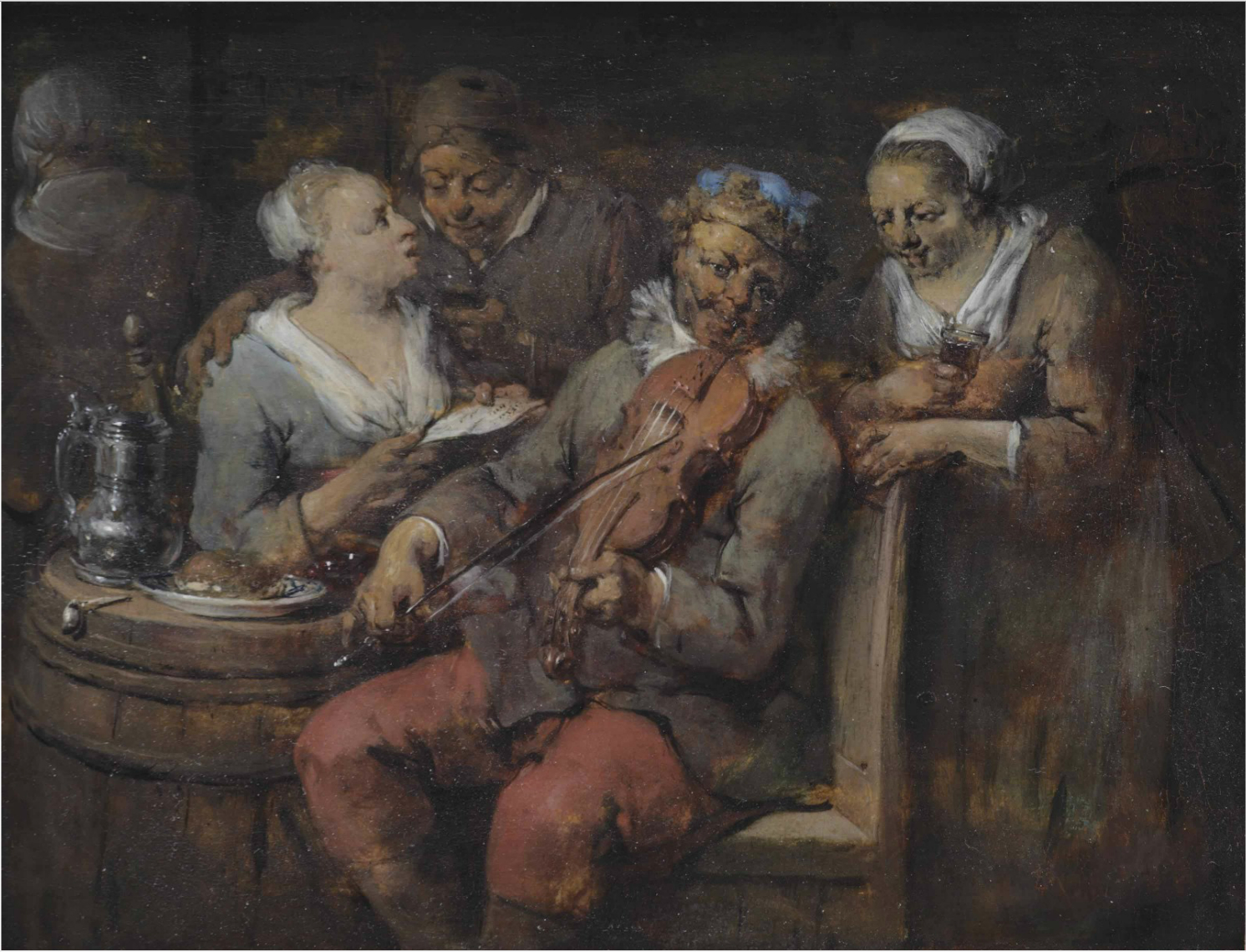
Een vrolijk gezelschap met een violist, privécollectie
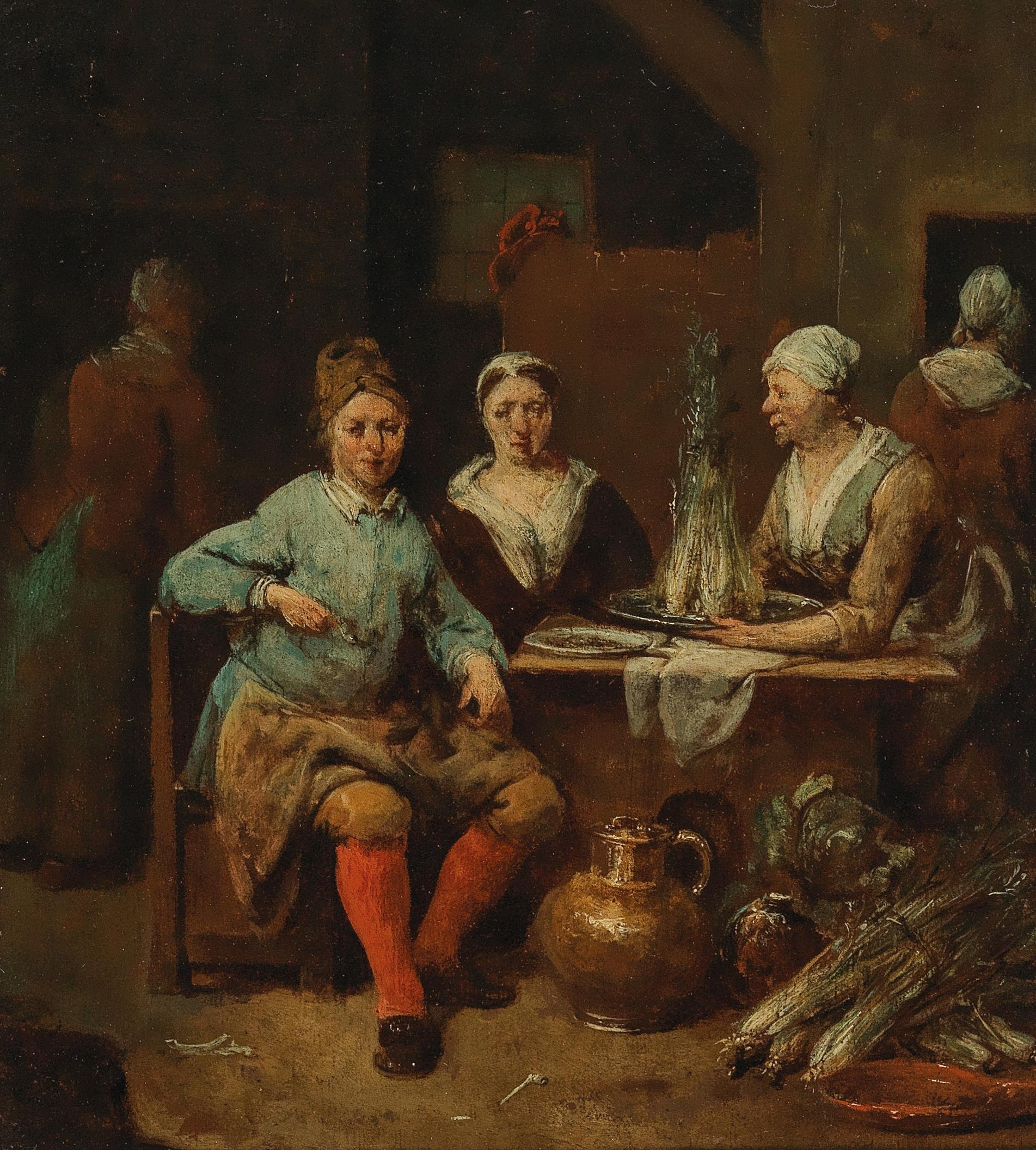
Herberg interieur, privécollectie
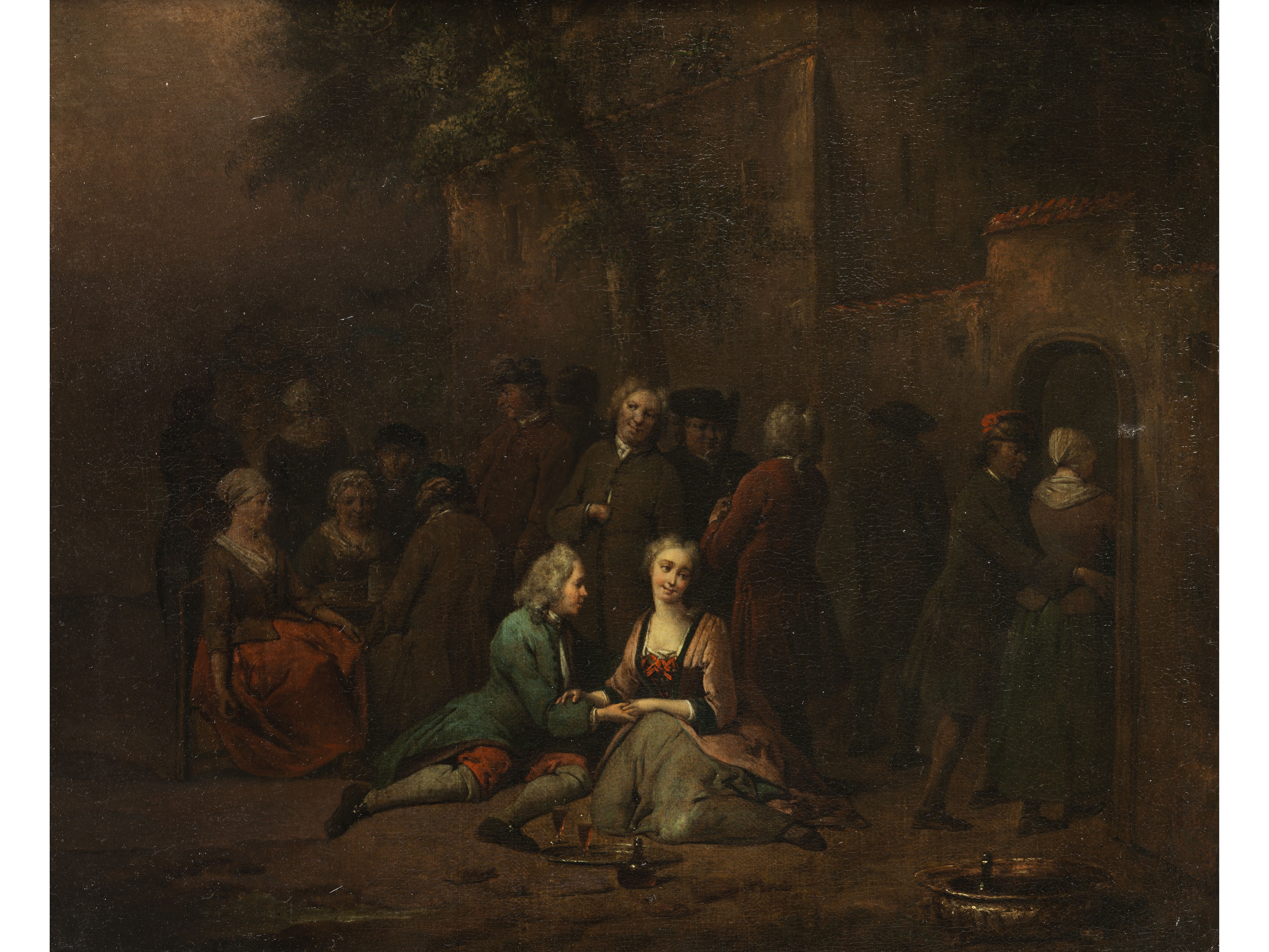
Feest voor een stel geliefden, 1700 – 1731, privécollectie
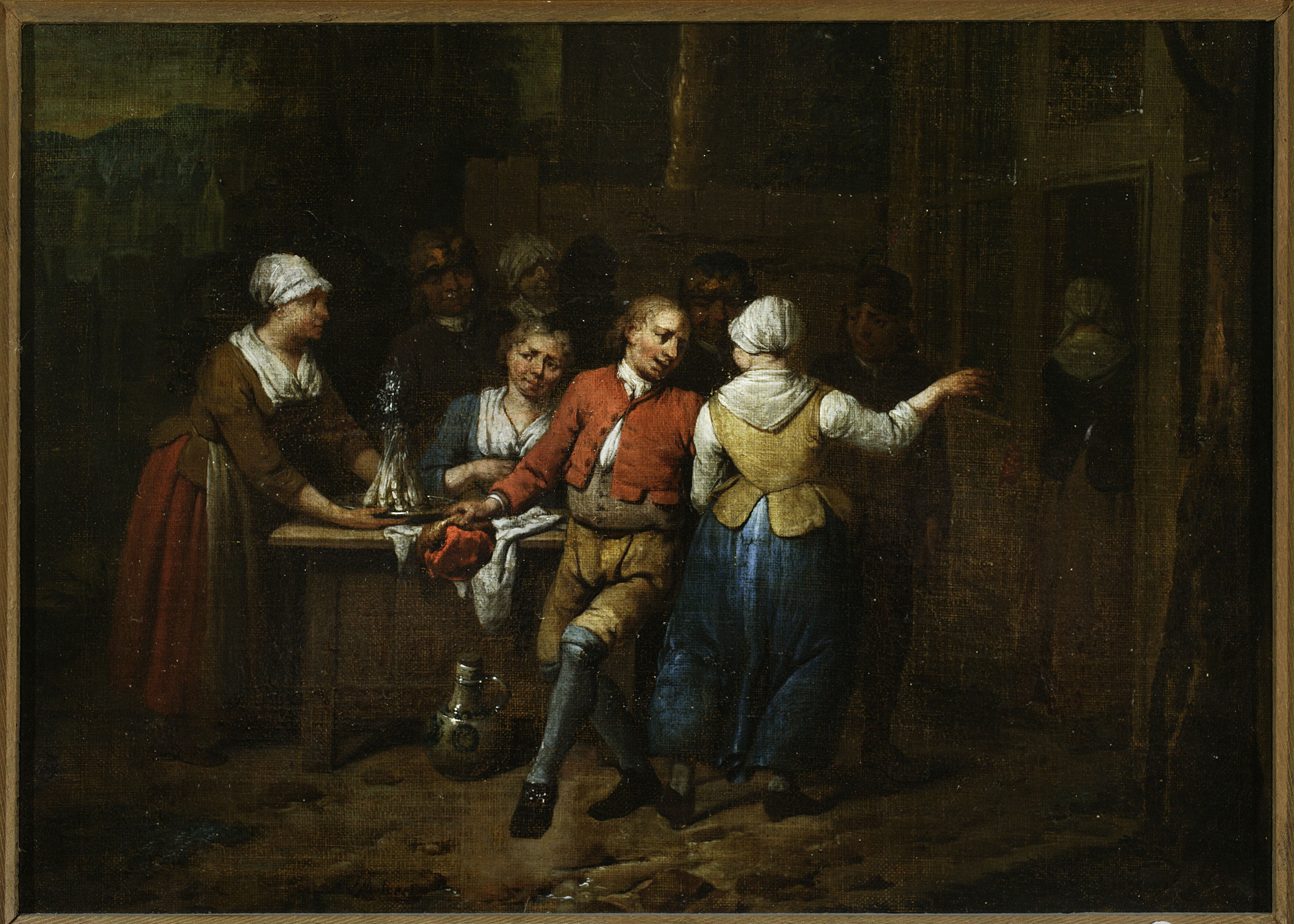
Dansen voor een taverne, Nationaal Museum van Warschau
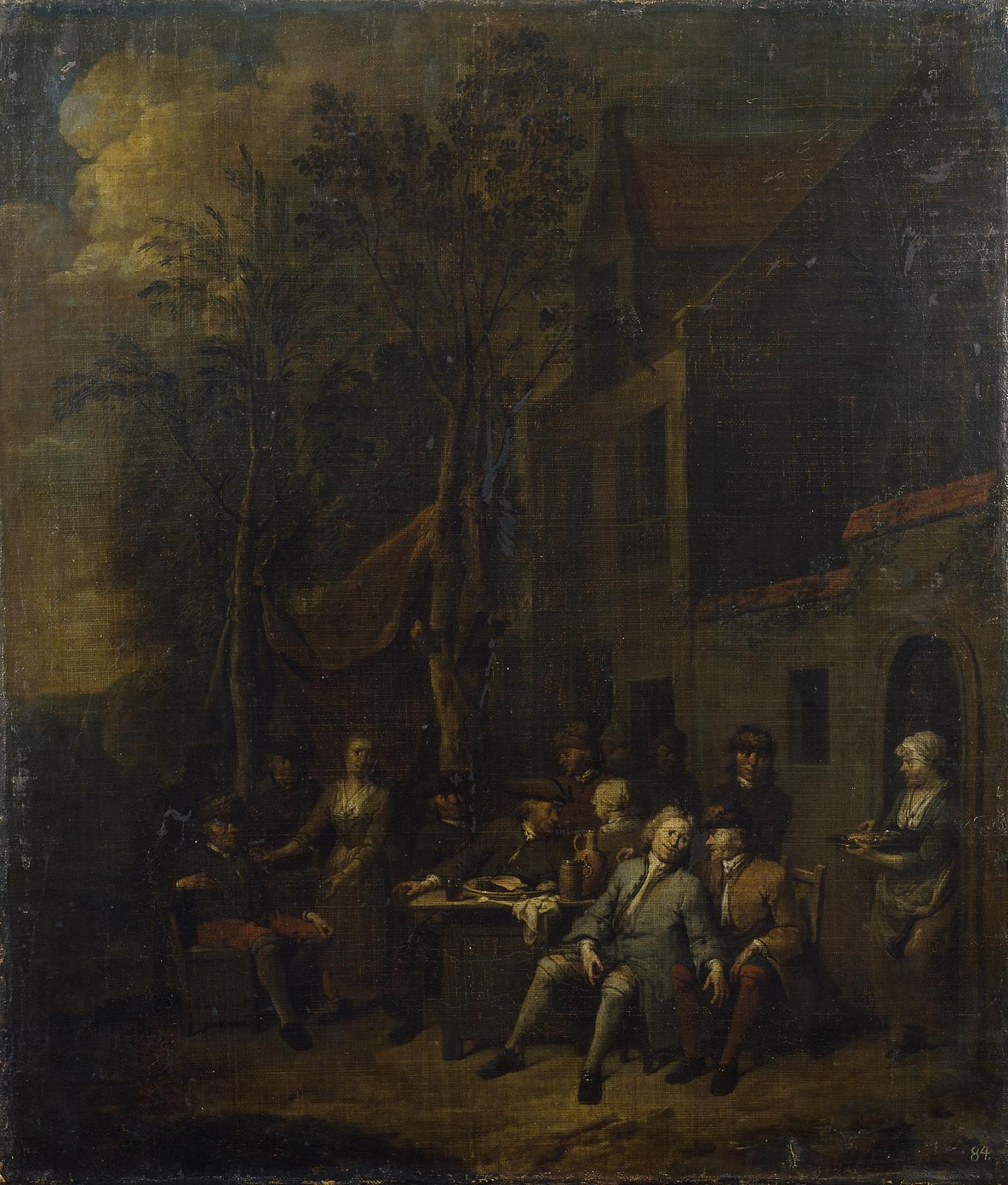
Scène door een taverne, Hermitage
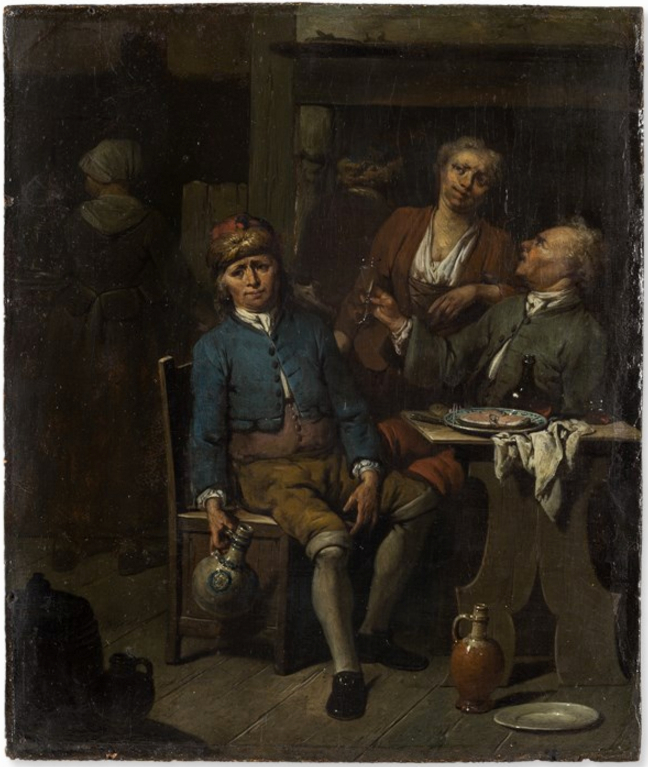
In de taverne, privécollectie
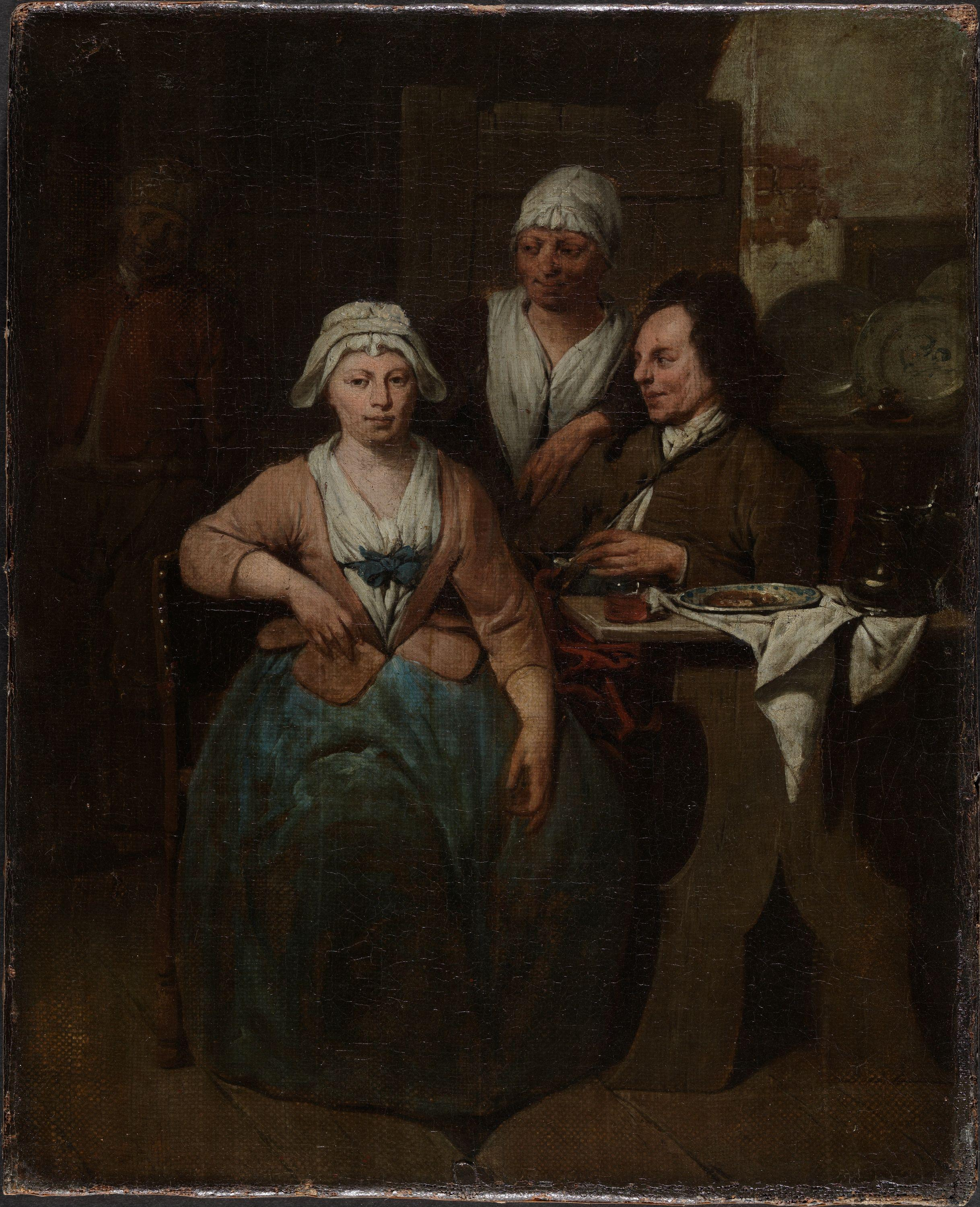
Een vaderlijke vermaning, privécollectie
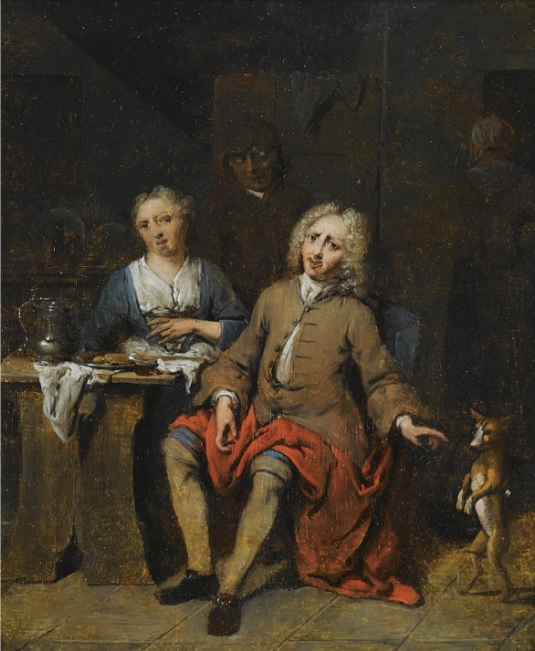
Een elegant koppel in een interieur met een dansende hond, privécollectie
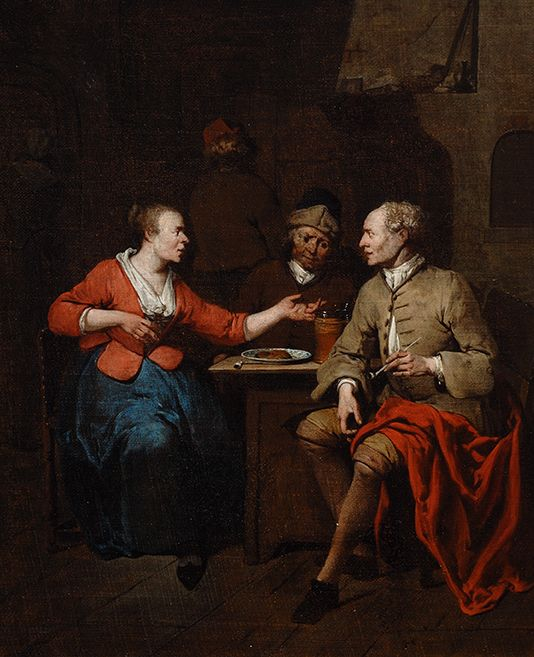
Een goed gesprek in de herberg, privécollectie
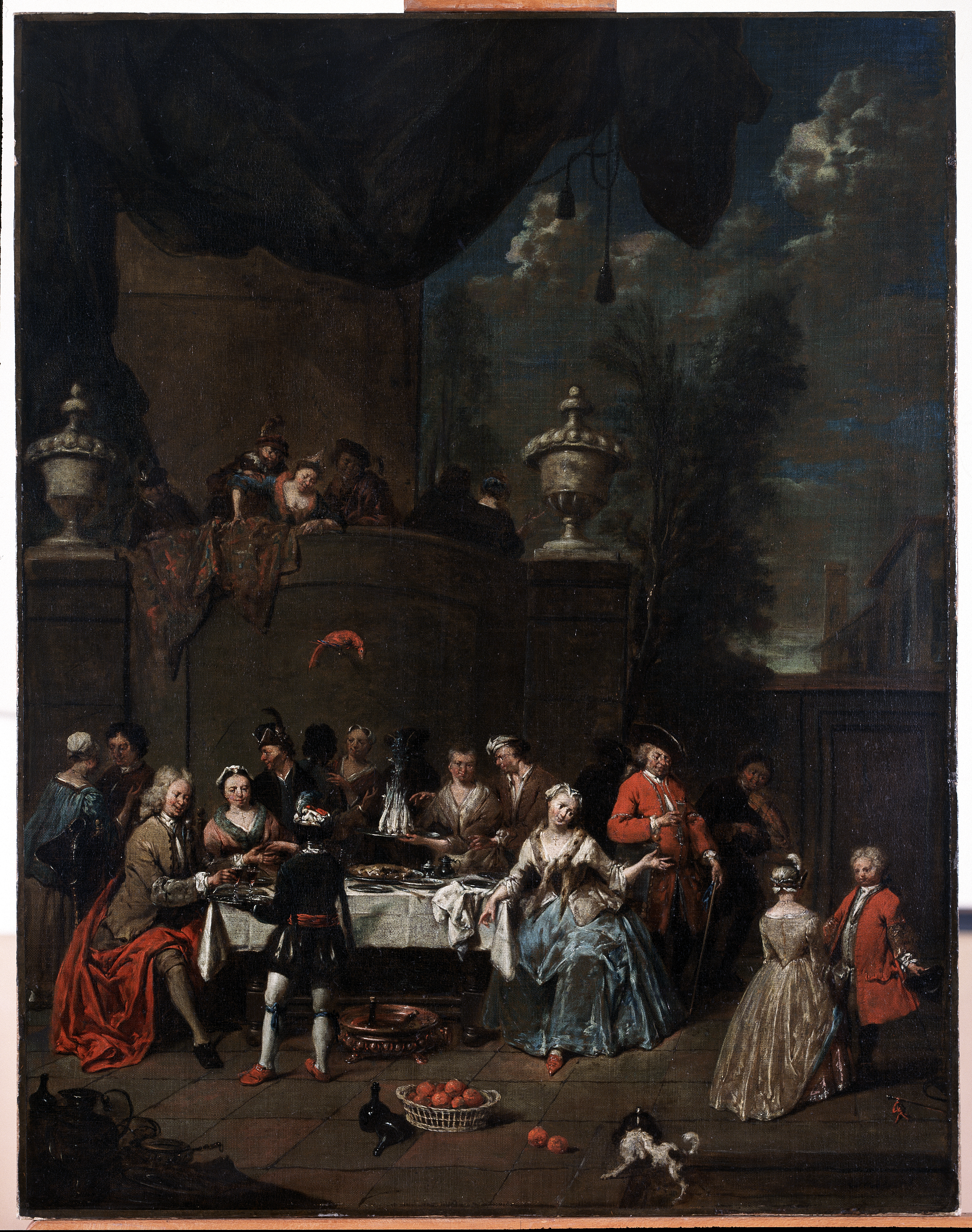
Tuinfeest voor een kasteel, Museum voor Schone Kunsten (Gent)